# Пинчжэнь
Пинчжэ́нь (кит. трад. 平鎮, пиньинь Píngzhèn) — район города Таоюань.

## История
Исторически в этих местах находился посёлок Аньпин (安平鎮, Аньпин чжэнь). Во времена японского владычества на Тайване в 1920 году прошла административная реформа в рамках которой, в частности, названия сокращались до двух иероглифов, поэтому «安平鎮» было сокращено до «平鎮».
После возвращения Тайваня Китаю эти места стали волостью Пинчжэнь (平鎮鄉) в составе уезда Таоюань. 1 марта 1992 года в связи с тем, что население волости превысило 150 тысяч человек, она была преобразована в город уездного подчинения. 25 декабря 2014 года уезд Таоюань был преобразован в город центрального подчинения, а Пинчжэнь стал районом в его составе.